# Schlacht am Bidassoa
Bailén –  Roliça –Vimeiro – Saragossa (1808) – Burgos (Gamonal) – Medina de Rioseco – Espinosa –  Tudela – Somosierra – Saragossa (1809) – La Coruña – Torres Vedras – Valls – Braga – Oporto – María – Talavera – Ocaña – Gerona – Ciudad Rodrigo (1810) – Buçaco – Gévora – Barrosa – Badajoz (1811) – Fuentes de Oñoro – La Albuera – Tarragona (1811) – Sagunt (Murviedro) – Ciudad Rodrigo (1812) – Badajoz (1812) –  Majadahonda – Salamanca – García Hernández –  Venta del Pozo – Vitoria – 
Sorauren – San Sebastián – Bidassoa
Die Schlacht am Bidassoa (zwischen Hendaye und La Rhune) fand am 7. Oktober 1813 zwischen den Truppen von Arthur Wellesley und einer napoleonischen Armee unter dem Kommando von Nicolas Jean-de-Dieu Soult statt. Sie war Teil des Spanischen Unabhängigkeitskrieges. Die Alliierten durchbrachen dabei die französische Riegelstellung am Bidassoa (Pyrenäen).

## Vorgeschichte
Nach der Eroberung von San Sebastián (von Juli bis September 1813) durch die Truppen der Verbündeten sowie dem spanischen Sieg bei San Marcial (31. August 1813), sah sich Marschall Soult gezwungen aus Spanien zurückzuziehen. Um einen strategischen Vorteil zu erlangen, beabsichtigte Wellesley den Bidassoa zu überqueren und somit als erster Befehlshaber einer alliierten Armee französisches Staatsgebiet zu betreten.

## Auftakt
Wellesley plante die Franzosen aus ihren befestigten Stellungen am Berg La Rhune und Hendaye am rechten Flussufer zu verdrängen. Obwohl Soults Position durch die Landschaft begünstigt war, wurde die Kommunikation durch die Bergmassive erschwert, die seine 48 km lange Frontlinie unterbrachen. Die Sicherheit der Grenzlinie hing von Soults Fähigkeit ab, Wellesleys Angriffsplan zu erfassen. Er teilte die Front in drei Sektoren auf, so dass jeder Korpskommandeur individuell mit einem möglichen Angriff umgehen konnte. In der Annahme, dass die anglo-spanischen Truppen ihren Hauptangriff über den Maya-Pass führen würden, platzierte Soult das Korps von Jean-Baptiste Drouet d’Erlon mit 19.200 Mann auf der linken Seite. Dort sollten sie eine Linie von Ainhoabis zur Bergfestung St-Jean-Pied-de-Port halten. In der Mitte stand General Bertrand Clausel mit seinen 15.300 Mann zwischen der Schanze La Bayonette und der Nivelle. Rechts an der Küste postierte Soult Divisionsgeneral Honoré Charles Reille mit 10.550 Mann.

Am 25. September erfuhren Clausel von Deserteuren, dass die Alliierten zwei Tage später beabsichtigten die gesamte Linie anzugreifen und den Bidassoa bei Irun überqueren wollten. Am 26. September ließ Soult das Gebiet von Vera und La Bayonnette auskundschaften, konnte aber keine Anzeichen für einen geplanten Vorstoß der Alliierten erkennen. Am 5. Oktober entschied Wellesley, dass er bei günstigen Bedingungen am 7. Oktober angreifen würde. Generalleutnant Rowland Hill wurde angewiesen, seine portugiesische Division unter Generalleutnant John Hamilton bei Tagesanbruch aus dem Baigorry-Tal in das Baztan-Tal zu verlegen, um die Division von Thomas Picton zu entlasten, die ihrerseits nach Atchuria ziehen sollte, und so die 7. Division unter Generalmajor George Ramsay zu ersetzen, die den Platz der Spanier von General Pedro Giron in Echalar einnehmen sollte. Am Pass von Maya sollte Pictons zweite Brigade unter Generalmajor Charles Colville ihre Stellung halten um d'Erlons Truppen an der Verlegung von Ainhoa zu hindern. General Giron, wurde mit dem Angriff auf die Stellung von Vera beauftragt. Er sollte in zwei Kolonnen bis zum Kamm von Soubicia vorrücken mit einem Bataillon, La Rhune hinaufsteigen, den Gipfel besetzen, um so Soubicia von Osten her zu umgehen. Eine Brigade sollte auf der Straße von Vera nach Sare in Reserve bleiben, um vor einem eventuellen Gegenangriff aus Richtung Sare zu schützen.

Links von Giron sollten die leichte Division und die sechste galizische Division unter Brigadegeneral Francisco de Longa die Stellung von La Bayonnette angreifen. Den Oberbefehl für den Angriff, der um 07:30 Uhr beginnen sollte, wurde Generalmajor Carl von Alten übertragen, während die 4. Division auf den Höhen von Santa Barbara in Reserve gehalten wurde, um die Reserven von Alten im weiteren Verlauf des Vormarsches zu entlasten. Auf der äußersten französischen Rechten, sollte die 5. Division, unter Generalmajor Andrew Hay nach der Durchquerung von Fuenterrabia den Bidassoa durch zwei Furten an der Mündung überqueren. Generalmajor Kenneth Howard sollte mit der 1. Division, der portugiesischen Brigade unter Brigadegeneral John Wilson zum gleichen Zeitpunkt den Fluss durch Furten unter und oberhalb der zerstörten Brücke von Behobie überqueren. Sein Vormarsch sollte von drei Batterien gedeckt werden, die an den Hängen von San Marcial aufgestellt waren. Die beiden spanischen Divisionen von General Manuel Freire sollten in zwei Gruppen den Fluss überqueren, die linke durch die drei Furten bei Biriatou, die rechte durch mehrere Furten weiter flussaufwärts gegen die Hügel von Chouille und Mandela, wobei das Ganze durch das Feuer der gleichen Batterien geschützt werden sollte.

## Die Schlacht
In der Nacht zum 7. Oktober brach ein schweres Gewitter aus. Um 03:00 Uhr morgens waren die Soldaten einsatzbereit. Das Unwetter, das auf die französische Seite des Flusses übergegriffen hatte, verhüllte die Bewegungen der Truppen zu ihren Stellungen, obwohl es das Klappern der Geschütze und Pontons auf der Hauptstraße nach Irun nicht ganz übertönen konnte. Um 07:25 Uhr, als der Pegelstand am niedrigsten war, erhielt die 5. Division den Befehl zum Vormarsch. Eine halbe Stunde später erhielt die 1. Division den Befehl zum Angriff. In der Zwischenzeit war Divisionsgeneral Antoine Louis Popon de Maucune kurz nach 07:00 Uhr über die Bewegungen der Alliierten informiert worden und hatte Reille, der sich in Urrugne befand, unterrichtet.

Um 07:30 befahl Reille der 9. Division unter General Pierre François Xavier Boyer gefechtsbereit zu amchen, und als er eine Viertelstunde später das Alarmsignal von Cafe Republicain hörte, befahl er ihr, zum Croix des Bouquets zu marschieren, während er selbst zum Hügel Ludwigs XIV. ritt. Als er auf dem Hügel ankam, fand er die 7. Division so aufgestellt, wie er es befohlen hatte. Zu diesem Zeitpunkt bedrohte jedoch bereits Generalmajor Howard die Front von Reille, während Hay seine rechte Flanke umging. Da Boyer nicht eintraf, schickte Reille an seiner Stelle ein Bataillon des 105. Infanterie Regiments mit dem Auftrag, eine zerstörte Schanze auf dem Sporn zu besetzen, über den sich Hay dem Sansculotte näherte. Damit blieb ihm nur noch ein Bataillon in Reserve bei Croix des Bouquets. Mit einer überwältigenden Zahl von Soldaten trieben Hay und Howard ihren Angriff voran. Die Franzosen wurden vom Hügel Louis XIV. und von Cafe Republicain vertrieben, und um 11:00 Uhr war der Mont du Calvaire und Croix des Bouquets in britischer Hand.

In der Mitte verließen Alten, Longa und Giron gleichzeitig die ihnen zugewiesenen Posten und formierten sich, ersterer in der Schlucht des Passes, der von Vera nach Sare führt, letzterer auf einem freien Platz rechts, südlich des Dorfes Vera. Clausel war um 04:00 Uhr morgens von Deserteuren vor einem bevorstehenden Angriff gewarnt worden, und um 07:00 Uhr meldete Nicolas François Conroux dass Giron am Fuße des Ibantelly von Vera aus vorrückte, obwohl die Zelte der Briten noch standen. Taupin, der sich auf den Höhen von La Bayonnette befand, beobachtete ebenfalls die Ansammlung der Truppen von Alten und Longa um Vera und teilte sie Clausel mit. Um 07:30 hörte man Musketenschüsse in Richtung Urdax, und Clausel, der Maransin befahl, Taupins linke Flanke zu schützen, ritt von Sare in Richtung Vera. Als er auf der Passhöhe ankam, sah er, dass Girons rechte Flanke im Begriff war, den Aufstieg zu la Rhune zu beginnen. Er gab sofort Maransin in Sare den Befehl, die dortigen Truppen zu verstärken und seine beiden verbleibenden Regimenter bereitzuhalten. In der Zwischenzeit hatte Alten vorläufig beschlossen, gemeinsam mit Giron den natürlichen Vorposten von La Bayonnette genannt Dos de sanglier (Wildschweinrücken) zu erobern. Gegen 07:00 Uhr wurde er von seinem westlichen und östlichen Ende her angegriffen und bald darauf war der Hügel geräumt.

Das nächste Ziel war die Einnahme von La Bayonnette selbst. Diese Aufgabe wurde von 2. Brigade der leichten Division unter Oberstleutnant John Colborne übernommen. La Bayonnette, eine aus Stein gebaute Sternredoute, befand sich auf einem Plateau, auf dem die Abzweigungen des Sporns, über den der Hügel zum Bidassoa hinunterführt, zusammenliefen. Colborne schickte zunächst eine Schar von Schützen aus, die aber von den Franzosen mit einem Gegenangriff zurückgetrieben wurden. Bald darauf befahl Colborne dem 52. Infanterieregiment den Angriff bergauf, bevor die Franzosen Zeit hatten, ihre Linien wieder zu formieren. Die Franzosen wurden in ihre Schanze zurückgedrängt. Auf der rechten Seite kam Longa nur langsam durch die große bewaldete Schlucht voran, die die beiden Brigaden der leichten Division trennte. So konnte die 1. Brigade unter Oberstleutnant Kemp nur mühsam über steiles, felsiges Gelände vorrücken. Vor der ersten französischen Schanze angekommen, arbeitet sich Kemp's Brigade mühsam um die linke Flanke von Taupin's Division herum, während die siegreichen Spanier von Freire, die in Richtung Jolimont vorstoßen, die rechte Flanke und den Rücken der Franzosen bedrohen. Dann wichen die Franzosen zurück. Colborne stürmte die Schanze und der Feind stürzte in einem Durcheinander den Berg hinunter in Richtung Frankreich. Weiter rechts von den Alliierten griff Giron nach der Eroberung des Wildschweinrückens wiederholt den Mont Larroun an, konnte ihn aber aufgrund des starken französischen Widerstands nicht einnehmen. Da die Franzosen jedoch Gefahr liefen, abgeschnitten zu werden, zogen sie sich schließlich am nächsten Tag zurück.

## Nachwirkungen
Die Niederlage hatte die Moral der Franzosen geschwächt. Soult machte Maucune zum Sündenbock für die Niederlage. Sobald der französische Kriegsminister Henri-Jacques-Guillaume Clarke von der Niederlage erfuhr, befahl er Soult, wieder in die Offensive zu gehen und seine Armee nach Spanien zurückzubringen. Soult weigerte sich jedoch zu gehorchen. Stattdessen verschanzte er seine Truppen und versuchte, seine Niederlage schönzureden, indem er darauf bestand, dass er durch den Verlust der Bidassoa-Höhen einen großen Vorteil erlangt habe, da es unmöglich gewesen wäre, die Truppen zu versorgen, sobald der Winter käme. Obwohl Wellesley seinen Fuß auf französischen Boden gesetzt hatte, war er entschlossen, keinen weiteren Angriff zu unternehmen, bis Pamplona kapituliert hatte und er bessere Nachrichten aus dem Osten Europas erhielt.